# سیارک ۴۵۵
سیارک ۴۵۵ (به انگلیسی: 455 Bruchsalia، نامگذاری:1900FG) چهارصد و پنجاه و پنجمین سیارک کشف شده‌است که در ۲۲ مه ۱۹۰۰ و در هایدلبرگ کشف شد.
قدر مطلق سیارک برابر ۸٫۸۶ است.